# Carl Hartmann (Maler)
J. Th. Carl Hartmann (* 1818 in Nürnberg; † um 1857) war ein deutscher Maler und Radierer.

## Leben

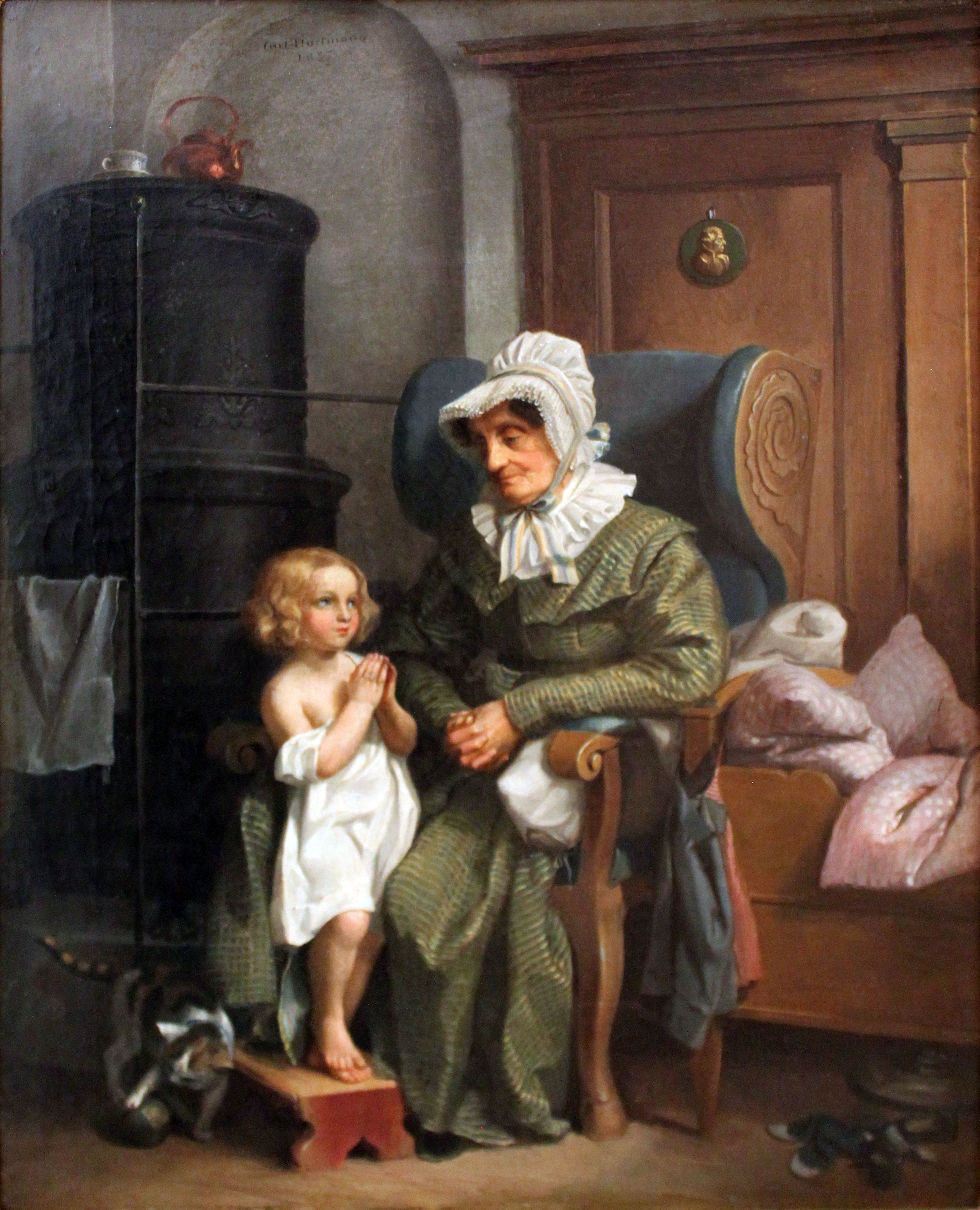
Großmutter mit betendem Kind, 1837, Germanisches Nationalmuseum

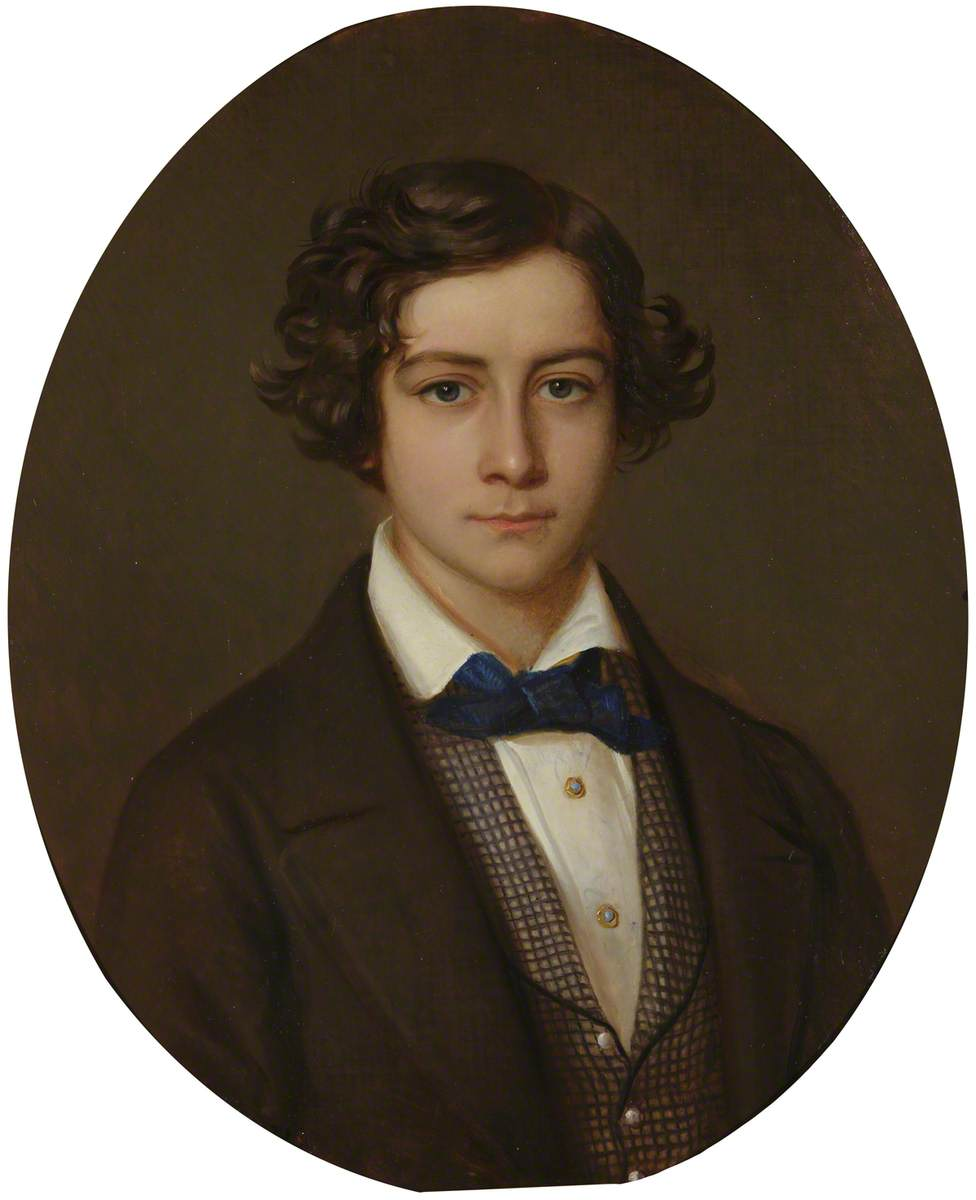
Sir Herbert George Denman Croft (1838–1902), 1850er Jahre, National Trust

Carl Hartmann war ein Sohn des Nürnberger Malers und Zeichenlehrers Matthias (Matthäus) Christoph Hartmann (* 1791/92; † vor 1850). Er war Schüler seines Vaters und der Nürnberger Akademie. Als Maler von Aquarell-Miniaturen und Genrebildern war er zunächst in Nürnberg tätig, 1839 ging er nach London. Dort war er von 1850 bis 1857 auf Ausstellungen der Royal Academy of Arts vertreten. 1845/1846 porträtierte er mehrere Mitglieder der herzoglichen Familie Schleswig-Holstein-Sonderburg-Augustenburg. In den Jahren 1848 bis 1856 war er Mitglied des Deutschen Künstlervereins in Rom, wo er 1854, 1855 und 1856 an „Cervarofesten“ teilnahm. Ebenso wie seine Frau und sein Bruder Christian starb er auf einer Seereise an der Cholera.